# Перт Глорі
«Перт Гло́рі» (англ. «Perth Glory FC») — австралійський футбольний клуб з Перта. Заснований у 1996 році.

## Досягнення
- Чемпіон (переможець плей-оф) National Soccer League (NSL): 2003, 2004
- Фіналіст плей-оф NSL: 2000, 2002
- Переможець регулярної першості NSL: 1999/2000, 2001/02, 2003/04
- 2-е місце в регулярній першості NSL: 2002/03
- 3-е місце в регулярній першості NSL: 1998/99, 2000/01
- Переможець championship series NSL: 2003
- Фіналіст передсезонного кубка (Pre-Season Cup) A-Ліги: 2005, 2007